# Аеродром Мехрабад Техеран
Међународни аеродром Мехрабад (IATA: THR, ICAO: OIII) (перс. فرودگاه بین‌المللی مهرآباد) је аеродром који се налази у Техерану, главном граду Ирана. Некада је био главни аеродром у иранској престоници, али га је данас замењен аеродромом Имама Хомеинија, чија је градња започела 2004. године. Сам аеродром Мехрабад се налази ближе центру Техерана, него аеродром имам Хомеини.

## Авио-компаније и дестинације
Следеће авио-компаније користе Аеродром Мехрабад (од децембра 2007):

### Терминал 1
- Иран ер турс (Машад, Табриз, Шираз)

### Терминал 3
- Иранско ваздухопловство

### Хаџ Терминал
Терминал се користи само за време Хаџилука.
- Иран ер (Медина, Џеда)
- Махан ер (Медина, Џеда)
- Сауди Арабијан ерлајнс (Медина, Џеда)

### Терминал 6
- Иран Асеман ерлајнс (Абадан, Ардабил, Асалујех, Ахваз, Бам, Бахреин, Бирјанд, Бишкек, Бојнорд, Бушехр, Гхешм, Доха, Душанбе, Илам, Јазд, Јасоуј, Кабул, Керманшах, Кувајт, Кхој, Ламерд, Лар, Машад, Рафсањан, Рамсар, Рашт, Сабзевар, Саханд, Санандај, Табас, Табриз, Шираз)
- Иран ер (Исфахан, Табирз, Шираз)